# Bleptina albidiscalis
Bleptina albidiscalis là một loài bướm đêm trong họ Noctuidae.